# Équipe d'Algérie masculine de handball au Championnat d'Afrique 2002
La 15e édition du championnat d'Afrique des nations masculin de handball a eu lieu à Casablanca et Rabat (Maroc) en 2002. Le tournoi réunit les meilleures équipes masculines et féminines de handball en Afrique. Ce championnat sert de qualification pour le championnat du monde 2003.

## Effectif
L'effectif comprend notamment :
- Abdérazak Hamad
- Abdelghani Loukil
- Tewfik Sadaoui
- Yazid Akchiche
- Sofiane Sahli
- Hichem Boudrali
- Tahar Labane
- Benbrahim
- Belgacem Filah
- Khaled Ghoumal
- El Hadi Biloum
- Mohamed Rebahi
- Tarek Boucetta
- Achour Hasni
- Abdelmalek Slahdji
- Mohamed Gaga

Entraîneur :
- Brahim Boudrali

## Résultats

### Phase de groupes
|   | Équipe        | Pts | J | G | N | P | Bp | Bc | Diff |
| - | ------------- | --- | - | - | - | - | -- | -- | ---- |
| 1 | Algérie       | 4   | 2 | 2 | 0 | 0 | 61 | 45 | 16   |
| 2 | Angola        | 2   | 2 | 1 | 0 | 1 | 57 | 57 | 0    |
| 3 | Côte d'Ivoire | 0   | 2 | 0 | 0 | 2 | 44 | 60 | -16  |

| Date          | Équipe 1      | Score   | Équipe 2 |
| ------------- | ------------- | ------- | -------- |
| 20 avril 2002 | Algérie       | 34 – 24 | Angola   |
| 21 avril 2002 | Côte d'Ivoire | 23 – 33 | Angola   |
| 22 avril 2002 | Côte d'Ivoire | 21 – 27 | Algérie  |

### Phase finale
|  | Quarts de finale | Quarts de finale |               |               | Demi-finales           | Demi-finales           |    |  | Finale        | Finale        |
|  | Quarts de finale | Quarts de finale |               |               | Demi-finales           | Demi-finales           |    |  | Finale        | Finale        |
|  |                  |                  |               |               |                        |                        |    |  |               |               |
|  | 24 avril 2002    | 24 avril 2002    |               |               | 26 avril 2002          | 26 avril 2002          |    |  | 28 avril 2002 | 28 avril 2002 |
|  | 24 avril 2002    | 24 avril 2002    |               |               | 26 avril 2002          | 26 avril 2002          |    |  | 28 avril 2002 | 28 avril 2002 |
|  | Algérie          | 25               |               |               | 26 avril 2002          | 26 avril 2002          |    |  | 28 avril 2002 | 28 avril 2002 |
|  | Algérie          | 25               |               |               | 26 avril 2002          | 26 avril 2002          |    |  | 28 avril 2002 | 28 avril 2002 |
|  | RD Congo         | 15               |               |               | 26 avril 2002          | 26 avril 2002          |    |  | 28 avril 2002 | 28 avril 2002 |
|  | RD Congo         | 15               | Algérie       | 19            |                        |                        |    |  | 28 avril 2002 | 28 avril 2002 |
|  | 24 avril 2002    |                  | Algérie       | 19            |                        |                        |    |  | 28 avril 2002 | 28 avril 2002 |
|  |                  | Maroc            | 18            |               |                        |                        |    |  | 28 avril 2002 | 28 avril 2002 |
|  | Maroc            | Maroc            | 18            | 31            |                        |                        |    |  | 28 avril 2002 | 28 avril 2002 |
|  | Maroc            |                  |               | 31            |                        |                        |    |  | 28 avril 2002 | 28 avril 2002 |
|  | Angola           | 17               |               |               |                        |                        |    |  | 28 avril 2002 | 28 avril 2002 |
|  | Angola           | 17               | Algérie       | 19            |                        |                        |    |  |               |               |
|  | 24 avril 2002    |                  | Algérie       | 19            |                        |                        |    |  |               |               |
|  |                  | Tunisie          | 25            |               |                        |                        |    |  |               |               |
|  | Égypte           | Tunisie          | 25            | 26            |                        |                        |    |  |               |               |
|  | Égypte           | 26 avril 2002    |               | 26            |                        |                        |    |  |               |               |
|  | Cameroun         | 11               |               |               |                        |                        |    |  |               |               |
|  | Cameroun         | 11               | Tunisie       | 25            |                        |                        |    |  |               |               |
|  | 24 avril 2002    | 24 avril 2002    | Tunisie       | 25            | Match pour la 3e place | Match pour la 3e place |    |  |               |               |
|  | 24 avril 2002    | 24 avril 2002    |               | Égypte        | Match pour la 3e place | Match pour la 3e place | 19 |  |               |               |
|  | Tunisie          | 29               | 27 avril 2002 | 27 avril 2002 |                        |                        | 19 |  |               |               |
|  | Tunisie          | 29               | 27 avril 2002 | 27 avril 2002 |                        |                        |    |  |               |               |
|  | Nigeria          | 19               |               | Maroc         | 25                     |                        |    |  |               |               |
|  | Nigeria          | 19               |               | Maroc         | 25                     |                        |    |  |               |               |
|  |                  |                  |               |               |                        |                        |    |  | Égypte        | 35            |
|  |                  |                  |               |               |                        |                        |    |  | Égypte        | 35            |

### Quarts de finale
| 24 avril 2002 | Algérie | 25–15 | RD Congo |  |
| 24 avril 2002 | (10–9)  |       |          |  |

| 24 avril 2002 | Tunisie | 29–19 | Nigeria |  |
| 24 avril 2002 | (18–9)  |       |         |  |

| 24 avril 2002 | Égypte | 26–11 | Cameroun |  |
| 24 avril 2002 | (11–5) |       |          |  |

| 24 avril 2002 | Maroc    | 31–17 | Angola | Salle Mohammed-V, Casablanca Affluence : 6 000 |
| 24 avril 2002 | (16–7)   |       |        | Salle Mohammed-V, Casablanca Affluence : 6 000 |
| 24 avril 2002 | Le Matin |       |        | Salle Mohammed-V, Casablanca Affluence : 6 000 |

### Demi-finales
| 26 avril 2002 | Tunisie | 25–19 | Égypte | Salle Mohammed-V, Casablanca |
| 26 avril 2002 | (12–10) |       |        | Salle Mohammed-V, Casablanca |

| 26 avril 2002 | Algérie  | 19–18 | Maroc | Salle Mohammed-V, Casablanca Affluence : 15 000 Arbitrage : Wadochedohou et Dossou |
| 26 avril 2002 | (9–9)    |       |       | Salle Mohammed-V, Casablanca Affluence : 15 000 Arbitrage : Wadochedohou et Dossou |
| 26 avril 2002 | Le Matin |       |       | Salle Mohammed-V, Casablanca Affluence : 15 000 Arbitrage : Wadochedohou et Dossou |

### Match pour la3eplace
| 27 avril 2002 | Égypte  | 35–25 | Maroc | Salle Mohammed-V, Casablanca |
| 27 avril 2002 | (18–12) |       |       | Salle Mohammed-V, Casablanca |

### Finale
| 28 avril 2002 | Tunisie | 25–19 | Algérie | Salle Mohammed-V, Casablanca |
| 28 avril 2002 | (13–12) |       |         | Salle Mohammed-V, Casablanca |